# Al-Wahiba
Al Wahiba (àrab: آل وهيبة, Āl Wahība) és una tribu d'Oman que viu principalment a al-Xarkiyya fins al Djabal Akhdar i donen nom a la zona de les Arenes d'al-Wahiba, de fet només "Les Arenes" (ja que hi viuen altres tribus principalment els Djanaba). Pertanyen al grup Hinawi. Estan dividits en quatre fraccions principals: Bin Hayya, Hal Anfarri, Yahahif (la principal fracció que formen ells sols la meitat de la tribu) i Hal Musallam, i a més la secció del xeic, Al Bu Ghufayla, que resideix de manera permanent a al-Afladj.